# Supercoppa italiana (pallacanestro maschile)
La Supercoppa italiana di pallacanestro maschile è una competizione cestistica per club maschili, fondata nel 1995. È stata chiamata per ragioni di sponsorizzazione Beko Supercoppa dal 2012 al 2015, Macron Supercoppa nel 2016, Eurosport Supercoppa nel 2020 e Discovery+ Supercoppa nel 2021.
In principio vedeva affrontarsi i campioni d'Italia, cioè i vincitori del campionato di Serie A, e i vincitori della Coppa Italia; a partire dall'edizione del 2014 la competizione è stata allargata a quattro squadre, le finaliste del campionato di Serie A e le finaliste della Coppa Italia (o le migliori semifinaliste delle due competizioni, nel caso in cui una o più squadre siano state finaliste sia nel campionato che nella coppa nazionale). 
È la competizione che solitamente apre la stagione del basket italiano. Il trofeo è stato vinto finora da undici squadre diverse. L'attuale detentrice del trofeo è l'Olimpia Milano.
Con sei titoli, la Mens Sana Siena è la squadra che detiene il record di successi in questa competizione; alle sue spalle seguono l'Olimpia Milano con cinque titoli, la Pallacanestro Treviso e la Virtus Bologna con quattro, Fortitudo Bologna, Dinamo Sassari e Pallacanestro Cantù con due. Con dodici finali, la Virtus Bologna detiene il record di partecipazioni al torneo. 

## Storia e formula

Roberto Brunamonti solleva il trofeo nella prima edizione del 1995

L'edizione inaugurale si disputò nel 1995. Da quell'anno la competizione si svolge ogni anno, solitamente tra metà settembre e gli inizi di ottobre. Di norma gioca in casa la squadra campione d'Italia, con l'eccezione di sette edizioni (2000, 2001, 2002, 2011, 2012, 2014 e 2015), in cui la finale si è disputata in una sede designata dalla Lega Basket. Il Pala Mens Sana di Siena è il palazzetto che ha ospitato più volte la finale, sei su ventidue.
Fino a quando la competizione era aperta a due sole squadre, ossia in diciassette delle prime diciannove edizioni, nell'eventualità che nella precedente stagione sportiva la stessa squadra avesse vinto entrambi i titoli nazionali, scudetto e Coppa Italia, il regolamento prevedeva che a contendersi il trofeo fossero la vincitrice dello scudetto e la finalista perdente della Coppa Italia. Dalla fondazione della Supercoppa ad oggi, ciò è accaduto in sette edizioni: nel 1996 (Milano), nel 2000 (Virtus Bologna), nel 2003 (Treviso), nel 2009, nel 2010, nel 2011, nel 2012 e nel 2013 (Siena).
Escludendo i casi in cui la squadra vincitrice del campionato era detentrice anche dell'altro trofeo nazionale, in due occasioni la Supercoppa è stata vinta dalla squadra vincitrice della Coppa Italia: nel 1998 dalla Fortitudo Bologna e nel 2014 dalla Dinamo Sassari. Nelle altre occasioni, la squadra campione d'Italia è riuscita a confermarsi anche in Supercoppa ben quattordici volte. In tre occasioni la squadra vincitrice fu la finalista di Coppa Italia: Verona (1996) e Cantù (2003 e 2012). Nelle tre occasioni rimanenti, a causa della modifica della formula della competizione, la squadra vincente non fu né la vincente del campionato, né la vincente o la finalista della Coppa Italia: Roma (2000), Treviso (2001) e Pallacanestro Reggiana (2015).
L'edizione 1998 è stata l'unica in cui si sono incontrate due squadre della stessa città: è infatti andato in scena il derby di Bologna, Fortitudo Bologna-Virtus Bologna.
L'edizione 2000 è stata giocata con formula allargata a 27 squadre, ovvero tutte le squadre di Serie A1 e Serie A2 della stagione 2000-2001, fatta eccezione per la Viola Reggio Calabria impegnata nel Torneo di Buenos Aires; da regolamento le due squadre vincitrici dello scudetto 1999-2000 e della Coppa Italia 2000 hanno avuto accesso di diritto alle semifinali, lasciando alle altre 25 squadre la qualificazioni per gli altri due posti rimanenti. Il torneo è iniziato il 4 settembre 2000 con l'incontro tra Cantù e Biella, ed è terminato con le final four disputate a Siena il 6 e 7 ottobre dello stesso anno.
Nell'edizione 2001 la formula adottata è stata quella della final four, cui sono state ammesse le squadre classificatesi ai primi quattro posti della Serie A1 2000-2001.
In occasione del cinquantesimo anniversario della fondazione di LBA, nel 2020 tutte le 16 squadre ammesse al campionato partecipano alla competizione composta da 4 gironi su base territoriale che qualificheranno quattro squadre alle final four che si terranno alla Segafredo Arena della Fiera di Bologna.

## Albo d'oro
| Edizione | Impianto            | Città               | Vincitore                         | Risultato | Finalista         | MVP                    | Note |
| 1995     | PalaMalaguti        | Casalecchio di Reno | Virtus Bologna                    | 90-72     | Pall. Treviso     | Orlando Woolridge      | |
| 1996     | FilaForum           | Assago              | Scaligera Verona                  | 79-72     | Olimpia Milano    | Giacomo Galanda        | Verona finalista di Coppa Italia |
| 1997     | PalaVerde           | Villorba            | Pall. Treviso                     | 78-58     | Virtus Bologna    | Denis Marconato        | |
| 1998     | PalaMalaguti        | Casalecchio di Reno | Fortitudo Bologna                 | 66-59     | Virtus Bologna    | Alessandro Abbio       | |
| 1999     | PalaIgnis           | Varese              | Pall. Varese                      | 68-61     | Virtus Bologna    | Andrea Meneghin        | |
| 2000     | Palasport Mens Sana | Siena               | Virtus Roma                       | 82-78     | Virtus Bologna    | Jerome Allen           | |
| 2001     | PalaFiera           | Genova              | Pall. Treviso                     | 88-71     | V.L. Pesaro       | Tyus Edney             | |
| 2002     | PalaFiera           | Genova              | Pall. Treviso                     | 100-72    | Virtus Bologna    | Tyus Edney             | |
| 2003     | PalaVerde           | Villorba            | Pall. Cantù                       | 85-79     | Pall. Treviso     | Nate Johnson           | Cantù finalista di Coppa Italia |
| 2004     | Palasport Mens Sana | Siena               | Mens Sana Siena                   | 85-77     | Pall. Treviso     | David Vanterpool       | |
| 2005     | PalaDozza           | Bologna             | Fortitudo Bologna                 | 84-75     | Pall. Treviso     | Marco Belinelli        | |
| 2006     | PalaVerde           | Villorba            | Pall. Treviso                     | 76-73     | Basket Napoli     | Marcus Goree           | |
| 2007     | Palasport Mens Sana | Siena               | Mens Sana Siena                   | 96-50     | Pall. Treviso     | Shaun Stonerook        | |
| 2008     | Palasport Mens Sana | Siena               | Mens Sana Siena                   | 108-72    | Scandone Avellino | Terrell McIntyre       | |
| 2009     | Palasport Mens Sana | Siena               | Mens Sana Siena                   | 87-65     | Virtus Bologna    | Romain Sato            | Virtus Bologna finalista di Coppa Italia |
| 2010     | Palasport Mens Sana | Siena               | Mens Sana Siena                   | 82-64     | Virtus Bologna    | Bo McCalebb            | Virtus Bologna finalista di Coppa Italia |
| 2011     | PalaGalassi         | Forlì               | Mens Sana Siena                   | 73-70     | Pall. Cantù       | Kšyštof Lavrinovič     | Cantù finalista di Coppa Italia |
| 2012     | 105 Stadium         | Rimini              | Pall. Cantù                       | 80-73     | Mens Sana Siena   | Manuchar Mark'oishvili | Cantù finalista di Coppa Italia |
| 2013     | Palasport Mens Sana | Siena               | Titolo revocato (Mens Sana Siena) | 81-66     | Pall. Varese      | Daniel Hackett         | Varese finalista di Coppa Italia |
| 2014     | PalaSerradimigni    | Sassari             | Dinamo Sassari                    | 96-88     | Olimpia Milano    | Jerome Dyson           | Dal 2014 il trofeo è assegnato tramite Final Four |
| 2015     | PalaRuffini         | Torino              | Pall. Reggiana                    | 80-68     | Olimpia Milano    | Amedeo Della Valle     | |
| 2016     | Forum               | Assago              | Olimpia Milano                    | 90-72     | Scandone Avellino | Krunoslav Simon        | |
| 2017     | PalaGalassi         | Forlì               | Olimpia Milano                    | 82-77     | Reyer Venezia     | Jordan Theodore        | |
| 2018     | PalaLeonessa        | Brescia             | Olimpia Milano                    | 82-71     | Auxilium Torino   | Vladimir Micov         | |
| 2019     | Palaflorio          | Bari                | Dinamo Sassari                    | 83-80     | Reyer Venezia     | Curtis Jerrells        | |
| 2020     | Segafredo Arena     | Bologna             | Olimpia Milano                    | 75-68     | Virtus Bologna    | Malcolm Delaney        | Trofeo assegnato tramite Final Four dopo una fase a gironi in occasione del cinquantesimo anniversario della LBA.                                             |
| 2021     | Unipol Arena        | Casalecchio di Reno | Virtus Bologna                    | 90-84     | Olimpia Milano    | Alessandro Pajola      | Trofeo assegnato tramite Final Eight dopo una fase a gironi, le finaliste della Serie A e della Coppa Italia sono qualificate di diritto ai quarti di finale. |
| 2022     | PalaLeonessa        | Brescia             | Virtus Bologna                    | 72-69     | Dinamo Sassari    | Semi Ojeleye           | Trofeo assegnato tramite Final Four |
| 2023     | PalaLeonessa        | Brescia             | Virtus Bologna                    | 97-60     | Brescia           | Tornik'e Shengelia     | Trofeo assegnato tramite Final Four |
| 2024     | Unipol Arena        | Casalecchio di Reno | Olimpia Milano                    | 98-96     | Virtus Bologna    | Nenad Dimitrijević     | Trofeo assegnato tramite Final Four |

## Statistiche

### Titoli vinti per squadra
| Squadra           | Vittorie | Secondi posti | Totale |
| ----------------- | -------- | ------------- | ------ |
| Mens Sana Siena   | 6        | 1             | 7      |
| Olimpia Milano    | 5        | 4             | 9      |
| Virtus Bologna    | 4        | 9             | 13     |
| Pall. Treviso     | 4        | 5             | 9      |
| Pall. Cantù       | 2        | 1             | 3      |
| Dinamo Sassari    | 2        | 1             | 3      |
| Fortitudo Bologna | 2        | -             | 2      |
| Pall. Varese      | 1        | 1             | 2      |
| Virtus Roma       | 1        | -             | 1      |
| Scaligera Verona  | 1        | -             | 1      |
| Pall. Reggiana    | 1        | -             | 1      |
| Reyer Venezia     | -        | 2             | 2      |
| Scandone Avellino | -        | 2             | 2      |
| V.L. Pesaro       | -        | 1             | 1      |
| Auxilium Torino   | -        | 1             | 1      |
| Basket Napoli     | -        | 1             | 1      |
| Brescia           | -        | 1             | 1      |

### Titoli vinti per città
| Titoli | Città         | Squadre                                  |
| ------ | ------------- | ---------------------------------------- |
| 6      | Siena         | Mens Sana Siena (6)                      |
| 6      | Bologna       | Virtus Bologna (4) Fortitudo Bologna (2) |
| 5      | Milano        | Olimpia Milano (5)                       |
| 4      | Treviso       | Pall. Treviso (4)                        |
| 2      | Cantù         | Pall. Cantù (2)                          |
| 2      | Sassari       | Dinamo Sassari (2)                       |
| 1      | Roma          | Virtus Roma (1)                          |
| 1      | Varese        | Pall. Varese (1)                         |
| 1      | Verona        | Scaligera Verona (1)                     |
| 1      | Reggio Emilia | Pall. Reggiana (1)                       |